# Tuareger

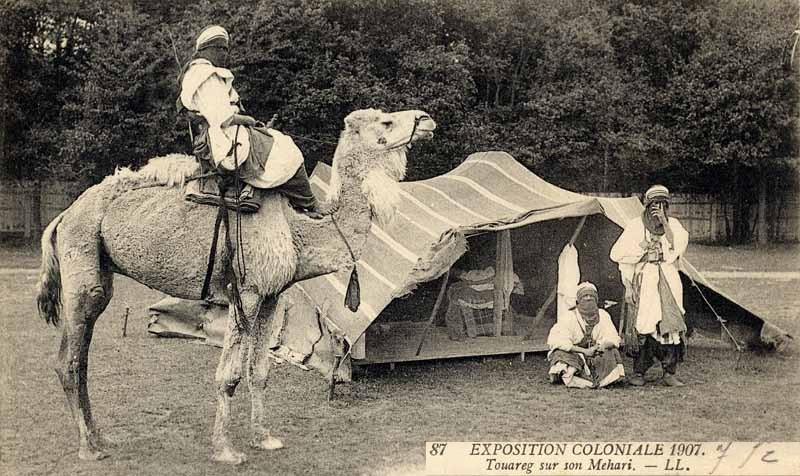
Tuareg på kamel (postkort från 1907).

Tuareger är en afrikansk etnisk grupp eller ett stamförbund som traditionellt levt som nomader i Sahara.
De tillhör berberna, men har en distinkt dialekt. Tuaregerna kallas ibland "det blå folket", efter sina indigofärgade mantlar och turbaner, vilka har en tendens att färga av sig på huden. Tuaregerna kallar sig själva Kel Tamasheq ("de som talar Tamasheg") eller Kel Tagelmust ("De beslöjade"). Bland tuareger bär vuxna män alltid slöja (tagelmust) och de visar bara ansiktet för den närmaste familjen.
Tuareger är matrilinjära och kvinnorna anses ha en betydligt bättre och starkare ställning än bland grannfolken. Samhället är strikt indelat i följande klasser i ordningen från högst till lägst:
- Adliga
- Skattskyldiga vasaller
- Livegna
- Hantverkare

## Ahaggar
Adlig heter på berberspråket ahaggar. Begreppet "ahaggar" har också givit upphov till det geografiska områdesnamnet Ahaggar. Det är ett område i Saharas bergstrakter, där den största delen av befolkningen är tuareger. 

## Kuriosa
- Biltillverkaren Volkswagen har en SUV som heter Touareg (ibland vardagligt förvanskat till Tuareg).